# Meigenia exilis
Meigenia exilis là một loài ruồi trong họ Tachinidae.